# علي ابن أحمد خوجة
علي ابن أحمد الملقب علي خوجة هو داي الجزائر في الفترة (سبتمبر 1817 - فبراير 1818), عين بعد مقتل الداي السابق عمر آغا على يد الانكشاريين، اتسم حكمه بتصفية الانكشاريين المتآمرين ضد حكمه وقتلهم حتى لقبه البعض بعلي المجنون لكثرة الاعدامات.

## فترة الحكم
كانت الاوضاع قبل توليه الحكم في الجزائر العاصمة تسودها الاضطربات وكثرة انقلابات جنود الإنكشارية على الحكام واغتيالهم وذلك بعد استقلال دايات الجزائر عن السلطة العثمانية وأصبحت العلاقات مع السلطان العثماني تتمثل في تبادل الهدايا والتعاون العسكري. 

عين علي خوجة مباشرة بعد مقتل الداي الأسبق عمر آغا من طرف الديوان وكانت تجمعه صداقة مع الداي الأسبق. 

بعد أيام قليلة من توليه الحكم وذلك لضمان الأمن على نحو أفضل ونشر الاستقرار وعدم الوقوع في السيناريو السابق الذي أدى إلى مقتل الداي السابق عمر آغا، قام بمغادرة قصر الجنينة الذي يقع في الجزء السفلي من مدينة الجزائر العاصمة ولتوفير القليل من الدفاعات إستقر في قلعة القصبة حيث وضع أموال الدولة بعيدا وجعله مركز حكمه كداي وسلطان للجزائر. 

خوفا من المؤامرات، أعدم أكثر من 1500 جندي من الإنكشارية الذين قتلوا الداي عمر آغا وبادروا بالتآمر ضده.

## وفاته
مات من الطاعون في 28 فبراير 1818 وخلفه في الحكم الداي حسين آخر دايات الجزائر.

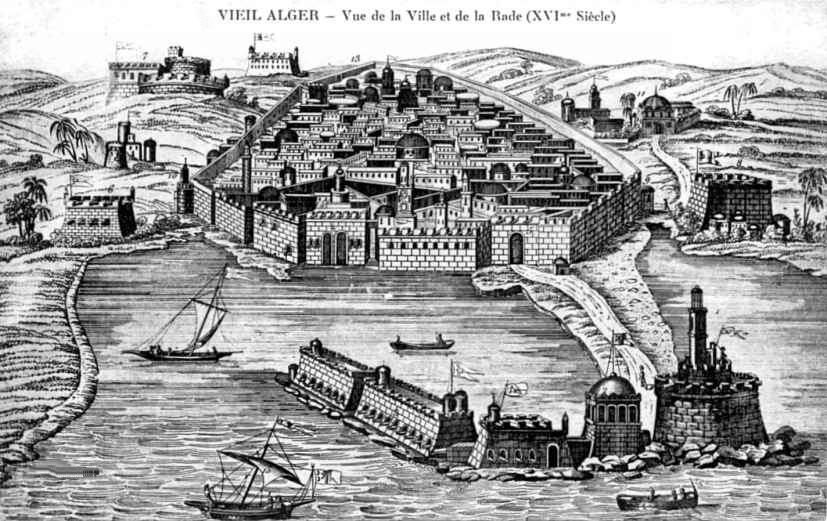
الجزائر العاصمة في القرن 18م

## مواضيع مرتبطة
- ايالة الجزائر
- دايات الجزائر